# Каталонци
Каталонци су романски народ који живи у Каталонији (Шпанија), Француској и Андори. Каталонаца има отприлике 5,5 милиона у Каталонији. По вери су углавном католици.
Каталонци углавном деле порекло с другим народима на Пиринејском полуострву те представљају потомке романизованих келтоиберских прастановника, а данашњи каталонски језик је своје почетке имао у вулгарном латинском језику.
На формирање каталонске националне свести је важан утицај имала чињеница да су области око данашње Барселоне биле међу првима које су у процесу ослобођене од арапских освајача, те су њени становници били мање изложени арапским утицајима и тако формирали засебан културни, а кроз Круну Арагона и политички идентитет.
Каталонија и Каталонци су крајем 15. века венчањем Фернанда II од Арагона и Изабеле I од Кастиље постали део будуће шпанске државе. Настојања да се очува посебан каталонски идентитет су 1640. године довеле до каталонског устанка у који се умешала Француска, а који је 1659. довео до Пиринејског мира и поделе Каталоније на шпански и француски део.
Каталонци су у обе државе били изложени централизаторским настојањима да се затре њихов национални идентитет. У Шпанији је у томе било мало успеха, јер се шпански део Каталоније профилирао као релативно просперитетна регија, напредна у односу на остатак Шпаније. То је у 20. веку дало подлогу за покрет ком је циљ био аутономија Каталоније, која је установљена 1932. године након успостављања републике.
Каталонци су због тога у Шпанском грађанском рату били на страни републике, а након пораза су подвргнути бруталној репресији од стране победника националиста на челу са Франсиском Франком. Каталонски национални идентитет је поново признат тек након Франкове смрти, а 1978.